# 雨あがりの女
『雨あがりの女』（あめあがりのおんな）は、1982年2月22日から同年4月19日までテレビ朝日系列の「月曜劇場」枠で放映されたテレビドラマ。

## あらすじ
一人の幼い少女が実の母とその愛人によって川に投げ捨てられたが、一命を取り留め、その後施設で育った。その少女こそ、本作のヒロインの工藤愛子である。愛子は15歳の時にスリグループに入り、スリとして生きていくようになる。
ある日、愛子は脚本家の小谷京平の財布を盗む。京平はプロデューサーの中原に原稿を見てもらいに行く途中だった。しかも財布の中には、熊本から受験のため上京するとの京平の妹からの手紙も畳んで入れてあった。そして愛子は喫茶店に入るが、そこへ初めてスリで捕まった時の担当刑事だった藤田が現れ「君の実母を見付けた。母は君に会いたがっている。だから今度こそ君の力になりたい」と言われたが、愛子は心を閉ざしたままだった。愛子は藤田を愛したことがあったが、それは愛子からスリ仲間を聞き出すために利用されただけと知ったことが、愛子が藤田に対して心を閉ざしている理由だった。その後電車の中で再びスリを働いて捕まりそうになったが、隙を見て逃走、刑事たちに追われる。逃げ込んだ先は奇しくも京平のアパートだった。そこで自分に優しく接する京平を不審に思う愛子だったが、京平が居眠りを始めたすきに、かばんに京平の財布を戻して部屋を立ち去った。信じた人間に次々に裏切られ、極度の人間不信に陥っていく愛子の姿を描いた。

## キャスト
- 工藤愛子：多岐川裕美
- 小谷京平：国広富之
- 中原：岸田今日子
- 藤田：児玉清
- 坂崎翠：水沢アキ
- 和田：森本レオ
- 万里：西尾麻里
- 千代（万里の母）：夏桂子
- 一平：下元勉
- 恵子：中島めぐみ
- 沼沢七百美：伊佐山ひろ子
- 高瀬：中山仁
- 城戸：矢崎滋
- 秋葉：岸部シロー
- 船越：宇野重吉
- 工藤敏江（愛子の母）：津島恵子

## スタッフ
- 脚本：黒土三男
- 演出：大村哲夫（第1話 - 5話）、藤原英一（第6話 - 8話）

## サブタイトル
- 第1話 「愛子は女スリ」 （1982年2月22日）
- 第2話 「スリを愛した刑事」　（1982年3月1日）
- 第3話 「愛子を棄てた母！」　（1982年3月8日）
- 第4話 「愛子追いつめられて」　（1982年3月15日）
- 第5話 「バレた正体！私を抱いて」　（1982年3月22日）
- 第6話 「愛子絶体絶命！」　（1982年4月5日）
- 第7話 「愛子の決断」　（1982年4月12日）
- 第8話 「愛ある旅立ち」　（1982年4月19日）